# Диптерокарпус Керра
Диптерокарпус Керра (лат. Dipterocarpus kerrii) — вид тропических деревьев рода Диптерокарпус семейства Диптерокарповые. Своё название вид получил в честь ирландского ботаника Артура Фрэнсиса Джорджа Керра.
Диптерокарпус Керра распространён в низменных (до 400 метров) вечнозелённых лесах Юго-восточной Азии: от Индии (Андаманские и Никобарские острова) до Таиланда, Вьетнама, Индонезии (Калимантан и Суматра), Малайзии и Филиппин. Высота деревьев 25—40 метров. Диаметр ствола 100—150 см.